# Placa índica

La placa Índica se muestra en rojo.

Debido a la deriva continental, la placa de la India se separó de Madagascar y chocó con la placa Euroasiática, resultando en la formación de los Himalayas.

Primer plano de la frontera con las placas Euroasiática, Africana y Árabe. El terremoto de Cachemira de 2005 se produjo en el extremo norte de la placa de India.

La placa Índica, también llamada placa India o Indostánica, es una placa tectónica que originalmente fue parte del antiguo continente de Gondwana del que se separó. Hace cerca de 50-55 millones años, se fundió con la placa Australiana adyacente. En la actualidad es parte de la placa Indo-australiana, e incluye al subcontinente Indio y a una porción de la cuenca del océano Índico.
En el período del Cretácico tardío, tras la escisión de Gondwana hace unos 90 millones de años, la placa Índica se separó de Madagascar. Luego comenzó a desplazarse hacia el norte con una velocidad de 20 cm/año y empezó a chocar con Asia hace 50-55 millones de años, en la época del Eoceno de la Era Cenozoica. Durante este tiempo, la placa Índica cubrió una distancia de 2.000 a 3.000 kilómetros, moviéndose a una velocidad más alta que cualquier otra placa. En el 2007, geólogos alemanes descubrieron que la alta velocidad de desplazamiento de esta placa se debió al hecho de que solo tiene la mitad del grosor de las demás placas que previamente constituían Gondwana.
La colisión con la placa Euroasiática a lo largo de la frontera entre la India y Nepal, formó el cinturón orogénico que creó la meseta del Tíbet y las montañas del Himalaya como sedimentos elevados en capas, de una forma similar a la tierra delante de un arado.
En la actualidad la placa Índica está desplazándose hacia el noreste con una velocidad de 5 cm/año, mientras que la placa Eurasiática se está desplazando hacia el norte a solo 2 cm/año. Esto está causando la deformación de la placa Eurasiática, mientras que la placa India se está comprimiendo con una velocidad de 4 mm/año.

## Terremoto del océano Índico del 2004
El terremoto del océano Índico de 2004, con una magnitud de 9.1 Mw fue provocado por la liberación de tensiones a lo largo la zona de subducción donde la placa India se desliza bajo la placa de Birmania en el este del océano Índico, a una velocidad de 6 cm por año. La fosa de Sonda está situada a lo largo de esta frontera donde la placa Indo-australiana y la Euroasiática se encuentran. Los terremotos en esta región se producen sea por fallas de cabalgamiento, donde la falla se desliza en ángulo recto a la fosa, o por fallas de corrimiento, donde el material ubicado al este de la falla se desliza a lo largo de la dirección de la fosa.
Al igual que todos los terremotos de la misma importancia, el evento del 26 de diciembre de 2004 fue provocado por una falla de cabalgamiento. Una ruptura de 100 km causó el deslizamiento de cerca de 1.600 km de la interfaz, desplazando la falla sobre una distancia 15 metros y causó una elevación del fondo marino de varios metros, creando el tsunami.

## Terremoto de Cachemira de 2005
El 8 de octubre de 2005, un terremoto de magnitud 7,6 Mw se produjo en el extremo norte de la placa India, cerca de Muzaffarabad en Cachemira, Pakistán, causando la muerte de más de 80.000 personas y dejando a más de 2,5 millones de personas sin hogar.